# Lijevak
Lijevak je vrsta posuđa koja služi lakšem prelijevanju tekućina i prahova. Proizvode se od stakla, plastičnih masa, porculana, metala.

## Vrste lijevaka u laboratoriju
- Običan lijevak postoji u raznim dimenzijima, s duljim ili kraćim vratom.
- Lijevak za brzo filtriranje ima vrat s tankom kapilarom, a u samom lijevku postoje rebra koja podižu filtar-papir i tako ubrzavaju proces filtriranja.
- Lijevak za prah ima maleni i široki vrat za brzo presipavanje prahova.
- Lijevak za odjeljivanje je kruškolik, ima čep i kratki vrat s pipcem. Može biti graduiran.
- Hirschov lijevak sadrži rupice ili sinterirano staklo.
- Lijevak za dokapavanje je valjkast, redovno graduiran, s čepom i duljim vratom opskrbljenim pipcem.
- Büchnerov lijevak građen je od porculana i sadrži ploču od sinteriranog stakla, ili rupičasti porculan. Služi filtraciji pod sniženim tlakom preko filtar-papira.
- Lijevak za vruće filtriranje je bakrena posuda ispunjena vodom koja na sebi ima dio namijenjen zagrijavanju plinskim plamenikom ili električnom strujom. U takav lijevak polaže se stakleni lijevak kojeg se zagrijava.